# Estación Kohnen

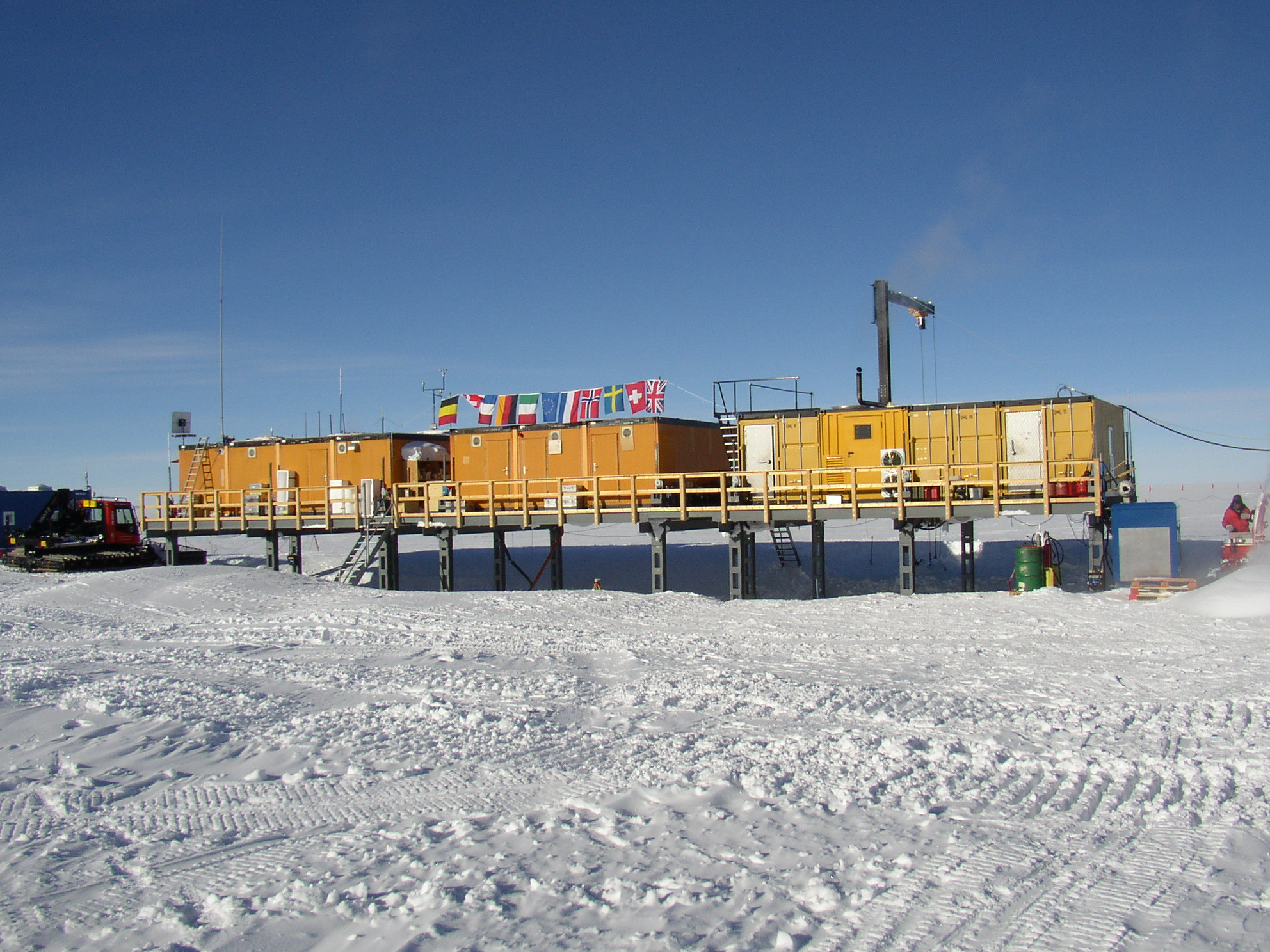
Vista general de la base.

La estación Kohnen (en alemán Kohnen-Station) es una base antártica de verano alemana bautizada en honor a Heinz Kohnen, director del departamento de logística del Instituto Alfred Wegener.

## Ubicación
Localizada a una latitud de 75°00' S, a una longitud de 00°04' E y a 2 892 m de altitud, la base se encuentra al interior de la costa de la Princesa Marta (Tierra de la Reina Maud). La estación fue construida utilizando los contenedores de la Base Filchner, que fue rescatada de la barrera de hielo Filchner-Ronne en 1999.
Fue inaugurada el 11 de enero de 2001, y puede albergar un máximo de 28 personas. La estructura depende administrativa y logísticamente de la Base Neumayer III que se encuentra a 757 km de distancia, en la costa. Dependiendo de las condiciones meteorológicas un convoy emplea de 9 a 14 días en unir las dos bases. Por esta razón son organizados también reabastecimientos aéreos que utilizan una pista de aterrizaje en las cercanías de la base.

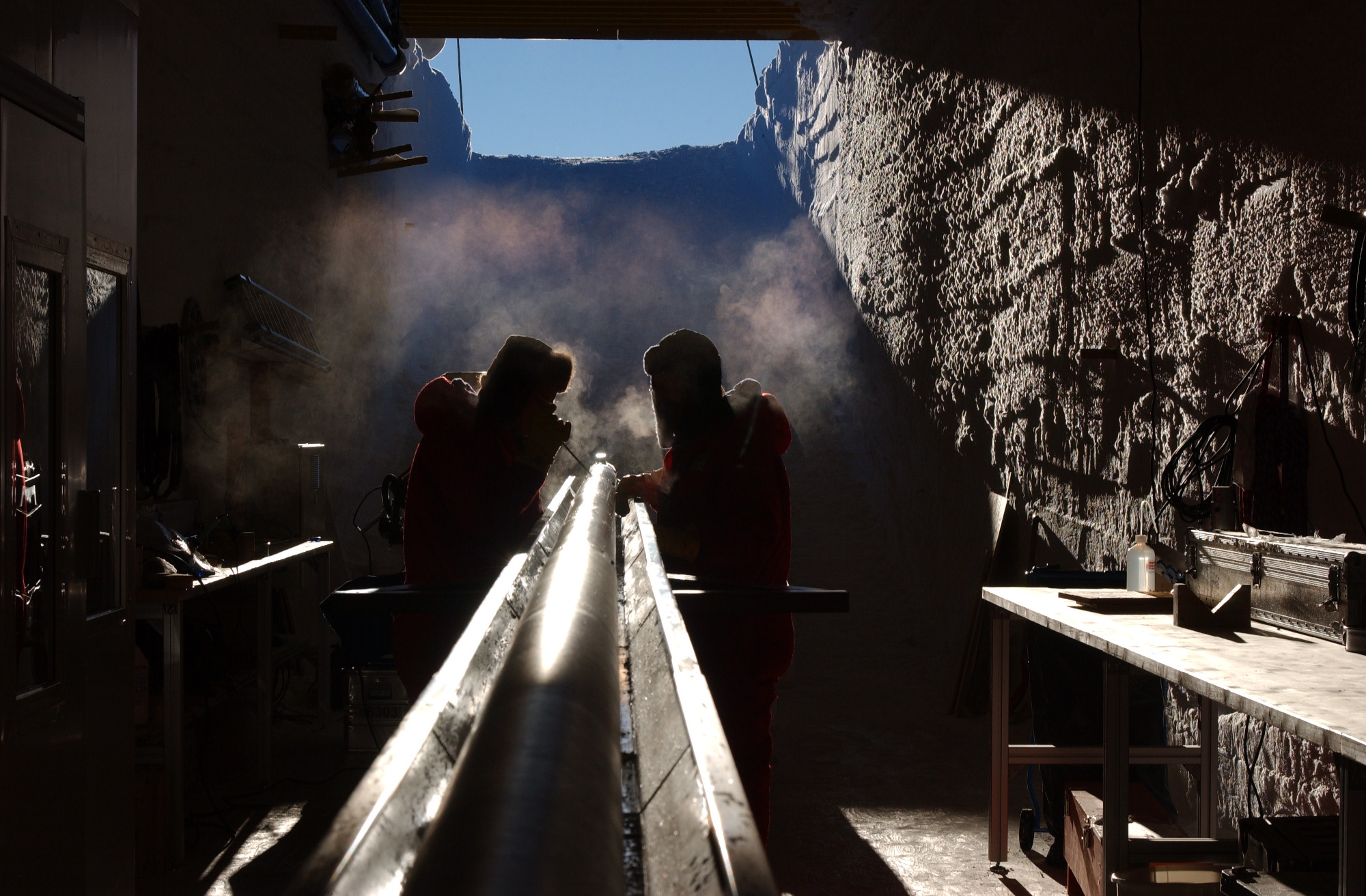
Actividades de monitoreo en los alrededores de la estación Kohnen.

## Actividades
La base tiene como principal objetivo proporcionar apoyo logístico para los campos de perforación organizados dentro del proyecto EPICA (European Project for Ice Coring in Antarctica). La base posee además una estación meteorológica.